# Maribo-Bandholm Jernbane
Maribo-Bandholm Jernbane (MBJ), også kendt som Bandholmbanen, var Lolland-Falsters første jernbane, åbnet i 1869.
Banen forbandt Maribo midt på Lolland med havnebyen Bandholm på øens nordkyst, men fik først forbindelse med landets øvrige jernbanenet i 1874, da Lollandsbanen (Nykøbing Falster-Nakskov) blev åbnet.

## Selskaber
I 1879 indgik banen driftsfællesskab med Det Lolland-Falsterske Jernbaneselskab, der drev Lollandsbanen. Ved omstrukturingen af de lollandske jernbaner i 1954 blev Maribo-Bandholm Jernbane Selskab likvideret 13. september og indgik derefter i det nystiftede A/S Lollandsbanen.
Bandholmbanen var den eneste danske privatbane, der aldrig kom til at give underskud.

## Indføring til Maribo Station
I de første år lå banens station i Maribo i købmand C.A. Quades gård, der lå ud mod Torvet et par hundrede meter syd for den nuværende station. Herfra gik sporet nordpå næsten vinkelret på den senere Lollandsbane, omtrent mellem dens stationsbygning og varehus.
Der var altså ikke fra starten tænkt på, hvordan MBJ skulle sluttes til Lollandsbanen. Som det ses på linjeføringskortet, har der været to løsninger. Fra 1874 drejede Bandholmbanen mod vest for at sluttes til den nye hovedlinje. Togene fra Bandholm bakkede så ind til den nye Maribo station, og tog til Bandholm bakkede tilsvarende et stykke mod vest inden de kørte mod Bandholm..
I 1924, da Maribo-Torrig Jernbane blev anlagt og ført ind i den vestlige ende af Maribo station, blev MBJ flyttet mod øst til den nuværende linjeføring, så togene på samme vis skulle bakke ind og ud, men nu i den østlige ende af stationen.

## Strækningsdata
- Indviet: 2. november 1869
- Længde: 7,5 km
- Sporvidde: 1.435 mm
- Skinner: Fra starten 20 kg/m på uimprægnerede træsveller, nu 24,39 kg/m
- Nedlagt: 3. oktober 1952

## Standsningssteder
- Maribo station i km 0,0 - forbindelse med Lollandsbanen, Maribo-Rødbyhavn Jernbane og Maribo-Torrig Jernbane.
- Grimstrup trinbræt (kun på veteranbanen).
- Maglemer trinbræt i km 4,1.
- Merritskov trinbræt (kun på veteranbanen).
- Bandholm station i km 7,5 med havnebane og færge til Askø. Stationsbygningen blev fredet i 1972 og købt af Dansk Jernbane-Klub i 1984.

## Museumsbanen Maribo-Bandholm
Persontrafikken blev indstillet i 1952, og banen fik status som sidespor til Maribo Station. Godstrafikken fortsatte i mange år, men i 1962 fik Dansk Jernbane-Klub tilladelse til at køre veterantog "på søn- og helligdage, når der ikke kører godstog". Dermed startede Danmarks første veteranbane, Museumsbanen Maribo-Bandholm, som siden har udvidet kørslen til 50-60 trafikdage om året.

## Strækninger hvor banetracéet er bevaret
Skinnerne ligger der stadig undtagen på selve havnen i Bandholm, hvor det vidtstrakte spornet blev fjernet maj-juli 2011.
- Remisen i Maribo med Lollandsbanen th.
- Grimstrup trinbræt mod syd
- Maglemer trinbræt mod syd
- Merritskov trinbræt mod syd
- Bandholm Station i baggrunden
- Sporet slutter ved Havnepladsen